# Chendamangalam

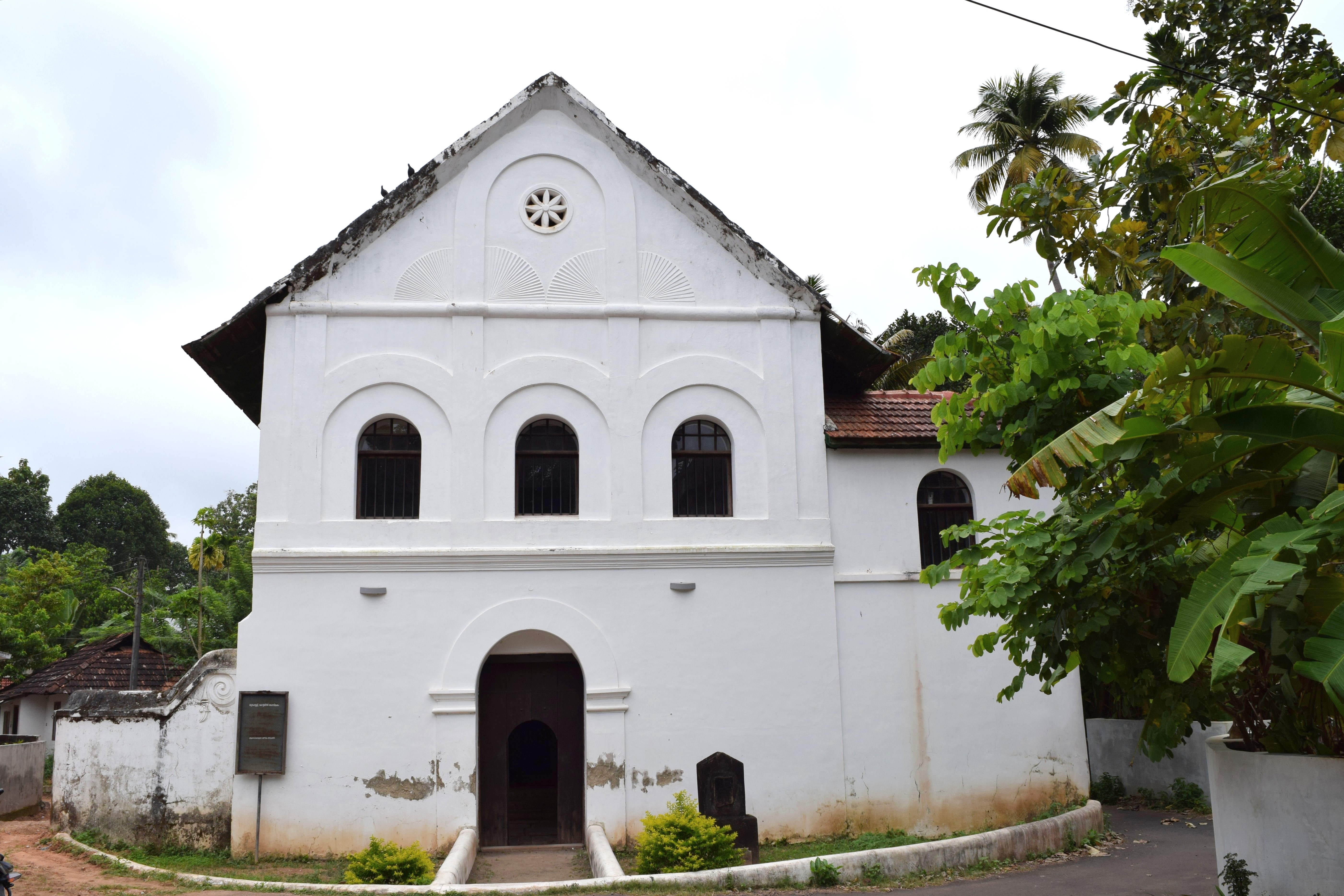
Chendamangalam Sinagoga

Chendamangalam è una suddivisione dell'India, classificata come census town, di 28.133 abitanti, situata nel distretto di Ernakulam, nello stato federato del Kerala. In base al numero di abitanti la città rientra nella classe III (da 20.000 a 49.999 persone).

## Geografia fisica
La città è situata a 10° 11' 03 N e 76° 15' 42 E.

## Società

### Evoluzione demografica
Al censimento del 2001 la popolazione di Chendamangalam assommava a 28.133 persone, delle quali 13.454 maschi e 14.679 femmine. I bambini di età inferiore o uguale ai sei anni assommavano a 2.762, dei quali 1.397 maschi e 1.365 femmine. Infine, coloro che erano in grado di saper almeno leggere e scrivere erano 24.165, dei quali 11.721 maschi e 12.444 femmine.